# Osoje (Chorwacja)
Osoje – wieś w Chorwacji, w żupanii splicko-dalmatyńskiej, w gminie Dicmo. W 2011 roku liczyła 388 mieszkańców.